# ويناي دحلان
ويناي دحلان (بالتايلندية: วินัย ดะห์ลัน)‏ (بالتايلاندية วินัยดะห์ลัน)، هو أستاذ مساعد دكتور، مؤسس ومدير مركز علوم الحلال في جامعة شولالونغكورن. وهو أيضًا رئيس البحوث الدهنية، وكذلك رئيس برنامج الدراسات العليا الدولية في الغذاء والتغذية، كلية العلوم الصحية المتحدة، جامعة شولالونغكورن.
ولد دحلان لأبوين من أصل جاوي في بانكوك. والده عرفان دحلان ووالدته زهرة. جده أحمد دحلان هو بطل وطني اندونيسي. وهو حاليًا يشغل منصب أستاذ مشارك من مستوى C9 هذه المستوى يتضمن التدريب العلمي. كما أنه لديه العديد من الأبحاث أكثر من 30 بحث نشرت على الصعيدين المحلي والدولي بما في ذلك المواد العلمية والتغذية وأكثر من ألفي نموذج وكتب في ثلاثة مجلات أسبوعية منذ عام 1989. الأستاذ الدكتور ويناي دحلان هو واحد من "500 مسلم الأكثر تأثيرًا في العالم
"، لمدة 3 سنوات متتالية جمعها المركز الملكي الإسلامي للدراسات الاستراتيجية "وضمن أكثر 16 شخصية تأثيرًا في العالم من بين علماء المسلمين " في العلوم والتكنولوجيا.

## التعليم
- Docteur en Biologie Medicale Appliqu? (grand distinction) جامعة بروكسل الحرة, Belgium, 1989
- M.S. Nutrition, جامعة ماهيدول, 1982
- B.Sc. Biochemistry, جامعة شولالونغكورن, 1976

## الروابط الخارجية
- Profile of Dr Winai Dahlan
- Board Of Halal Science Center
- HSC Today
- Central Islamic Committee of Thailand